# Gibson Brothers
Gibson Brothers är en discogrupp från Frankrike som var som störst på det sena 1970-talet. Deras största hits var Cuba, Oooh What A Life, Que Sera Mi Vida och Mariana.

## Diskografi

### Album
- 1977 – By Night
- 1977 – Non-Stop Dance/Come to America
- 1978 – Heaven
- 1979 – Cuba
- 1980 – On the Riviera
- 1981 – Quartier Latin
- 1984 – Emily
- 1996 – Move On Up
- 2005 – Blue Island

### Singlar
- 1976 – Come to America
- 1976 – Non Stop Dance
- 1977 – Heaven
- 1978 – Cuba
- 1979 – Ooh, What a Life
- 1979 – Que Sera Mi Vida
- 1980 – Cuba/Better Do It Salsa
- 1980 – Mariana
- 1983 – My Heart's Beating Wild (Tic Tac Tic Tac)
- 1983 – Silver Nights